# Lettische Nationaloper

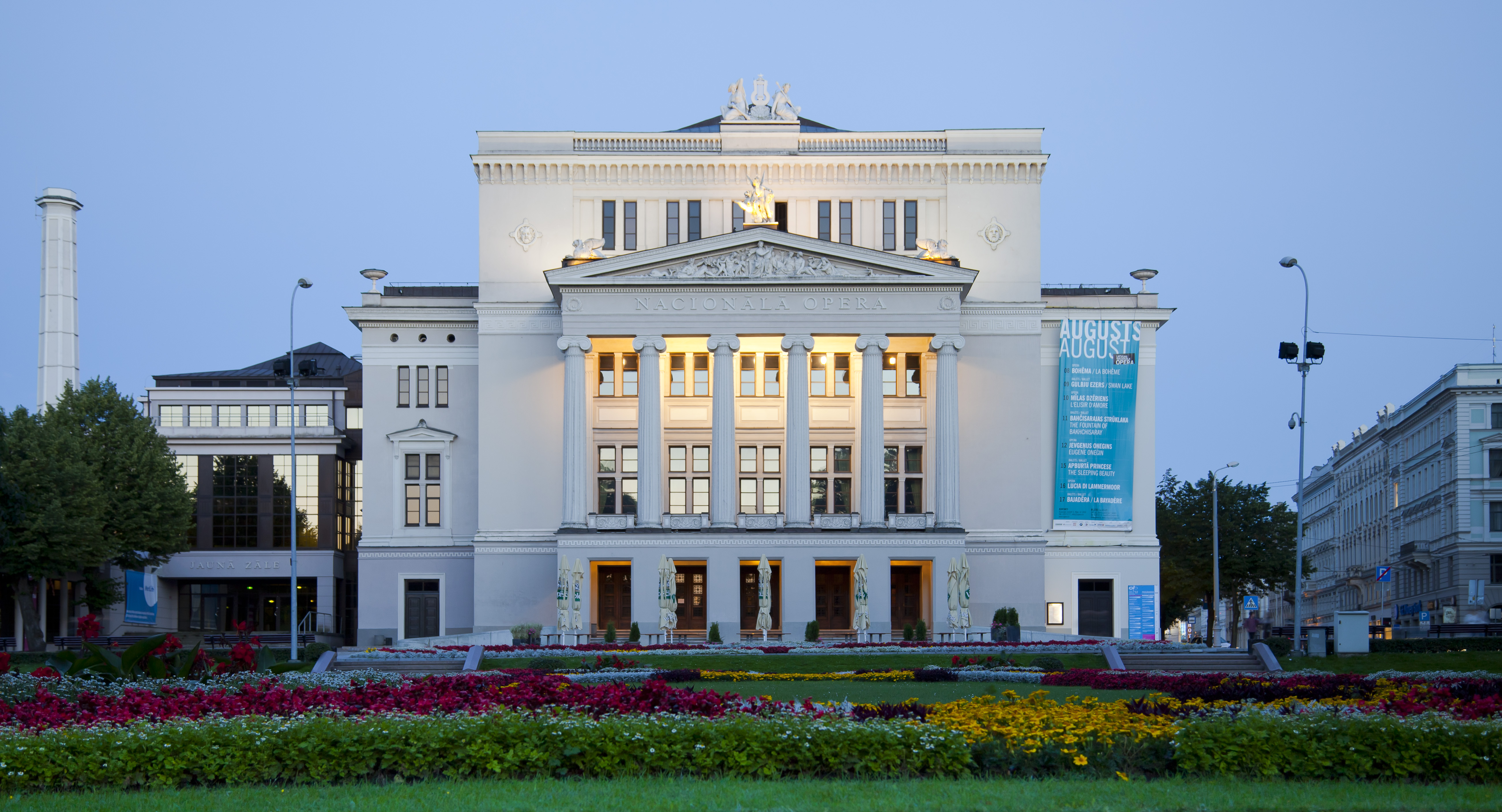
Die Lettische Nationaloper

Die Lettische Nationaloper (litauisch Latvijas Nacionālā opera) ist ein Opernhaus in der lettischen Hauptstadt Riga. Das im Stil des Neoklassizismus erbaute Gebäude entstand zwischen 1860 und 1863 nach Entwürfen von Ludwig Bohnstedt. Der Bau war für das Deutsche Theater Riga konzipiert und wurde als „I. Stadttheater“ bezeichnet, während das 1900–1902 erbaute „II. Stadttheater“ der lettisch- und russischsprachigen Einwohnerschaft diente.
Am 16. Juni 1882 brannte das Gebäude nieder. Es wurde unter der Leitung des Rigenser Stadtbaumeisters Reinhold Schmaeling (1840–1917) von 1885 bis 1887 wieder aufgebaut. Seit 1919 befindet sich in diesem Bauwerk die Lettische Nationaloper.
1940, anlässlich der sowjetischen Besetzung Lettlands, wurde das Gebäude in „Oper und Balletttheater der Lettischen SSR“ umbenannt. Während der deutschen Besetzung Lettlands (1941–1944) galt die Bezeichnung Rigaer Opernhaus, um dann nach der erneuten Besetzung Lettlands durch sowjetische Truppen im Jahr 1945 wieder den Namen von 1940 anzunehmen. Am 24. April 1989 feierte die Oper ihr 70-jähriges Bestehen und nahm ihren Namen aus der Zwischenkriegszeit wieder an.
Von 1996 bis 2003 wirkte Gintaras Rinkevičius als künstlerischer Leiter und Chefdirigent sowie von 2007 bis 2009 als Chef-Gastdirigent. Von 2003 bis 2007 war Andris Nelsons Chefdirigent der lettischen Nationaloper.

## Intendanten (Auswahl)
- 1900: Richard Balder